# Лобанов Володимир Миколайович
Володимир Миколайович Лобанов (нар. 4 квітня 1954) — радянський футболіст, що грав на позиції нападника. Відомий за виступами в низці українських клубів другої та першої ліг, найбільш відомий за виступами у складі чернігівської «Десни», за яку зіграв понад 100 матчів у чемпіонаті СРСР.

## Клубна кар'єра
Володимир Лобанов є вихованцем ДЮСШ-1 в Чернігові. Розпочав виступи на футбольних полях у дублюючому складі чернігівської «Десни», після розформування команди грав у складі місцевої аматорської команди «Хімік». У 1973 році Лобанов отримав запрошення до дублюючого складу київського «Динамо», проте зіграв у складі дублерів найсильнішого на той час українського клубу лише 2 матчі, та до кінця року грав у складі команди другої ліги «Локомотив» з Вінниці. У 1974 році футболіст повернувся до чернігівського «Хіміка». З 1975 року Володимир Лобанов грав у складі армійської команди СК «Чернігів», у складі якої був єдиним місцевим футболістом. Після переведення армійської команди назад до Києва Лобанов знову грав у складі чернігівського «Хіміка», а з 1977 році став гравцем відродженої команди майстрів «Десна». У складі чернігівської команди другої ліги грав протягом трьох сезонів, зіграв у її складі 115 матчів, а в сезоні 1978 року став кращим бомбардиром команди з 9 забитими м'ячами. У 1980 році Лобанов грав у складі команди першої ліги «Спартак» з Івано-Франківська, після чого в командах майстрів не грав, і тривалий час грав у ветеранських командах Чернігова.